# Seven Sisters (Ölkonzerne)
Als Seven Sisters (sieben Schwestern) wurden nach dem Zweiten Weltkrieg sieben Ölkonzerne bezeichnet, die in den 1950er, 1960er und 1970er Jahren den globalen Ölmarkt beherrschten.
Die Seven Sisters bestanden aus den folgenden Unternehmen:
1. Standard Oil of New Jersey (Esso) – später mit Mobil zu ExxonMobil zusammengeschlossen.
2. Royal Dutch Shell
3. Anglo-Persian Oil Company (APOC) – später Anglo-Iranian Oil Company (AIOC), dann British Petroleum und schließlich BP Amoco nach der Übernahme von Amoco (früher Standard Oil of Indiana). Inzwischen tritt das Unternehmen nur noch unter dem Kürzel BP auf.
4. Standard Oil Co. of New York (Socony) – Später Mobil bzw. ExxonMobil (s. o.)
5. Standard Oil of California (Socal) – Daraus entstand Chevron, dann, durch Zusammenschluss mit Texaco, ChevronTexaco. Inzwischen wurde der Name 'Texaco' wieder abgelegt und das Unternehmen firmiert wieder als Chevron.
6. Gulf Oil – Gulf wurde 1984 zerschlagen, der größte Teil ging an Chevron, Teile an BP und Cumberland Farms.
7. Texaco – schloss sich mit Chevron (s. o.) zusammen.

Von den ursprünglichen Sieben Schwestern sind damit heute noch vier – ExxonMobil, Chevron, Royal Dutch Shell und BP – übrig geblieben; zusammen mit ConocoPhillips und der französischen Total werden diese als Supermajors bezeichnet.
Der Begriff soll auf den italienischen ENI-Manager Enrico Mattei zurückgehen.

## Dokumentationen
- The Secret of the Seven Sisters. 4-teilige Dokumentation auf Al Jazeera Englisch, April 2013, (Video, englisch, ca. 190 Min.) (Kopie auf youtube: 1, 2, 3, 4)